# 凱邁切

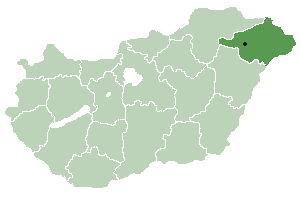

凱邁切是匈牙利的城鎮，位於該國東北部，由索博爾奇-索特馬爾-貝拉格州負責管轄，面積38.94平方公里，2011年人口4,720，其中約一半居民信奉基督教。
48°04′N 21°48′E / 48.067°N 21.800°E